# تری‌اتیلن گلیکول
تری‌اتیلن گلیکول (به انگلیسی: Triethylene glycol) یک ترکیب شیمیایی با شناسه پاب‌کم ۸۱۷۲ است. شکل ظاهری این ترکیب، مایع بی‌رنگ است.